# Большое Стремление
Большо́е Стремле́ние — деревня в Нежновском сельском поселении Кингисеппского района Ленинградской области.

## История
Впервые упоминается в Писцовой книге Водской пятины 1500 года как село Стромление в Каргальском погосте Копорского уезда.
Затем как деревня Strumlenie by в Каргальском погосте (западной половине) в шведских «Писцовых книгах Ижорской земли» 1618—1623 годов.
На карте Ингерманландии А. И. Бергенгейма, составленной по шведским материалам 1676 года, она обозначена как деревня Stromlinaby при мызе Sydowen Hoff.
На шведской «Генеральной карте провинции Ингерманландии» 1704 года — как мыза Sudova hoff.
Как мыза Удова она упомянута на «Географическом чертеже Ижорской земли» Адриана Шонбека 1705 года.
Мыза Стремленье обозначена на карте Ингерманландии А. Ростовцева 1727 года.
Деревня Стремляне и мыза Страмская упоминаются на карте Санкт-Петербургской губернии Я. Ф. Шмидта 1770 года.
На карте Санкт-Петербургской губернии Ф. Ф. Шуберта 1834 года обозначена деревня Большое Стремление, состоящая из 30 крестьянских дворов.

БОЛЬШОЕ СТРЕМЛЯНЬЕ — деревня принадлежит бригадиру Самарину, число жителей по ревизии: 6 м. п., 6 ж. п.

БОЛЬШОЕ СТРЕМЛЯНЬЕ — деревня принадлежит коллежскому асессору Яковлеву, число жителей по ревизии: 11 м. п., 18 ж. п.

БОЛЬШОЕ СТРЕМЛЯНЬЕ — деревня принадлежит грузинскому царевичу, число жителей по ревизии: 94 м. п., 105 ж. п. (1838 год)

В пояснительном тексте к этнографической карте Санкт-Петербургской губернии П. И. Кёппена 1849 года она записана как деревня Somero (Большое Стремленье) и указано количество её жителей на 1848 год: ижоры — 104 м. п., 124 ж. п., всего 228 человек, которые относились к православному Сойкинскому Николаевскому приходу.
Согласно карте профессора С. С. Куторги 1852 года деревня назвалась Большое Стремление и состояла из 30 дворов.

БОЛЬШОЕ СТРЕМЛЕНЬЕ — деревня ротмистра Петровского, 10 вёрст по почтовой, а остальное по просёлкам, число дворов — 2, число душ — 4 м. п. 

БОЛЬШОЕ СТРЕМЛЕНЬЕ — деревня статского советника Яковлева, там же, число дворов — 5, число душ — 12 м. п. 

БОЛЬШОЕ СТРЕМЛЕНЬЕ — деревня статского советника Яковлева, там же, число дворов — 32, число душ — 99 м. п. (1856 год)

БОЛЬШОЕ СТРЕМЛЕНИЕ I, II, III — деревня, число жителей по X-ой ревизии 1857 года: 94 м. п., 122 ж. п., всего 216 чел.

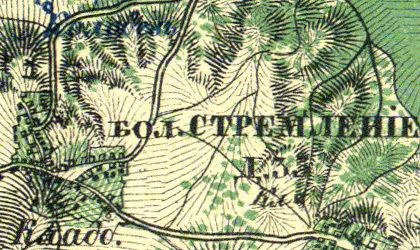
Деревня Большое Стремление на карте 1860 года

Согласно «Топографической карте частей Санкт-Петербургской и Выборгской губерний» в 1860 году деревня называлась Большое Стремление и состояла из 33 дворов.

БОЛЬШОЕ СТРЕМЛЕНЬЕ — деревня владельческая при колодцах и озере Копонецком (Копенском), число дворов — 41, число жителей: 108 м п., 120 ж. п. (1862 год)

Согласно данным 1867 года в деревне находилось волостное правление Стремленской волости, волостным старшиной был временнообязанный крестьянин деревни Купля Л. В. Власов.
В состав Стремленской волости входили деревни: «Александровка, Андреевщина, Большое Райкова, Водский Конец, Большое Стремленье, Гамолова, Глинка, Головка, Горки, Забалканское, Залесье, Заозерье, Ильешева, Колгомне, Копаницы, Криворучья, Купля, Логколова, Нахкова, Новая Дача, Малое Райково, Репина, Ручьи, Малое Стремленье, Мышкина, Пейпии, Пятчица, Сабинки, Семейская, Среднее Райкова, Урмизна».
В 1868—1889 годах временнообязанные крестьяне деревни выкупили свои земельные наделы у Н. И. Писаревой, М. Я., А. А., Н. А. Яковлевых, И. П. Петровских и стали собственниками земли.

БОЛЬШОЕ СТРЕМЛЕНИЕ I, II, III — деревня, по земской переписи 1882 года: семей — 51, в них 139 м. п., 147 ж. п., всего 286 чел.

Сборник Центрального статистического комитета описывал её так:

БОЛЬШАЯ СТРЕМЛЕНЬЯ — деревня бывшая владельческая, дворов — 50, жителей — 245; Часовня, лавка. (1885 год)

Согласно материалам по статистике народного хозяйства Ямбургского уезда 1887 года, имение при селении Стремление площадью 237 десятин принадлежало ротмистру П. П. Петровскому и статскому советнику М. Я. Яковлеву, имение было приобретено до 1868 года, землями имения крестьяне пользовались безвозмездно.
По земской переписи 1899 года:

БОЛЬШОЕ СТРЕМЛЕНИЕ I — деревня, число хозяйств — 43, число жителей: 135 м. п., 123 ж. п., всего 258 чел.;
 разряд крестьян: бывшие владельческие; народность: русская — 5 чел., финская — 253 чел.

БОЛЬШОЕ СТРЕМЛЕНИЕ II — деревня, число хозяйств — 7, число жителей: 18 м. п., 20 ж. п., всего 38 чел.;
 разряд крестьян: бывшие владельческие; народность: русская — 1 чел., финская — 37 чел.

БОЛЬШОЕ СТРЕМЛЕНИЕ III — деревня, число хозяйств — 2, число жителей: 8 м. п., 6 ж. п., всего 14 чел.;
 разряд крестьян: бывшие владельческие; народность: финская

В конце XIX — начале XX века деревня административно относилась к Стремленской волости 2-го стана Ямбургского уезда Санкт-Петербургской губернии. Население деревни было смешанным — ижорско-русским.
По данным «Памятной книжки Санкт-Петербургской губернии» за 1905 год мызой Стремленье площадью 356 десятин владели крестьяне, совладельцы «Стремленского Большого и Малого и Заозерского сельского общества».
В 1917 году село Большое Стремление входило в состав Стремленской волости Ямбургского уезда.
С 1917 по 1924 год село входило в состав Большого Стремленского сельсовета Сойкинской волости Кингисеппского уезда.
С 1924 года в составе Стремленского сельсовета.
Согласно данным переписи населения СССР 1926 года в селе Стремление-Большое проживали 309 человек, большинство русские, а также ижоры, латыши и эстонцы.
С 1927 года в составе Котельского района.
В 1928 году население деревни Большое Стремление составляло 599 человек.

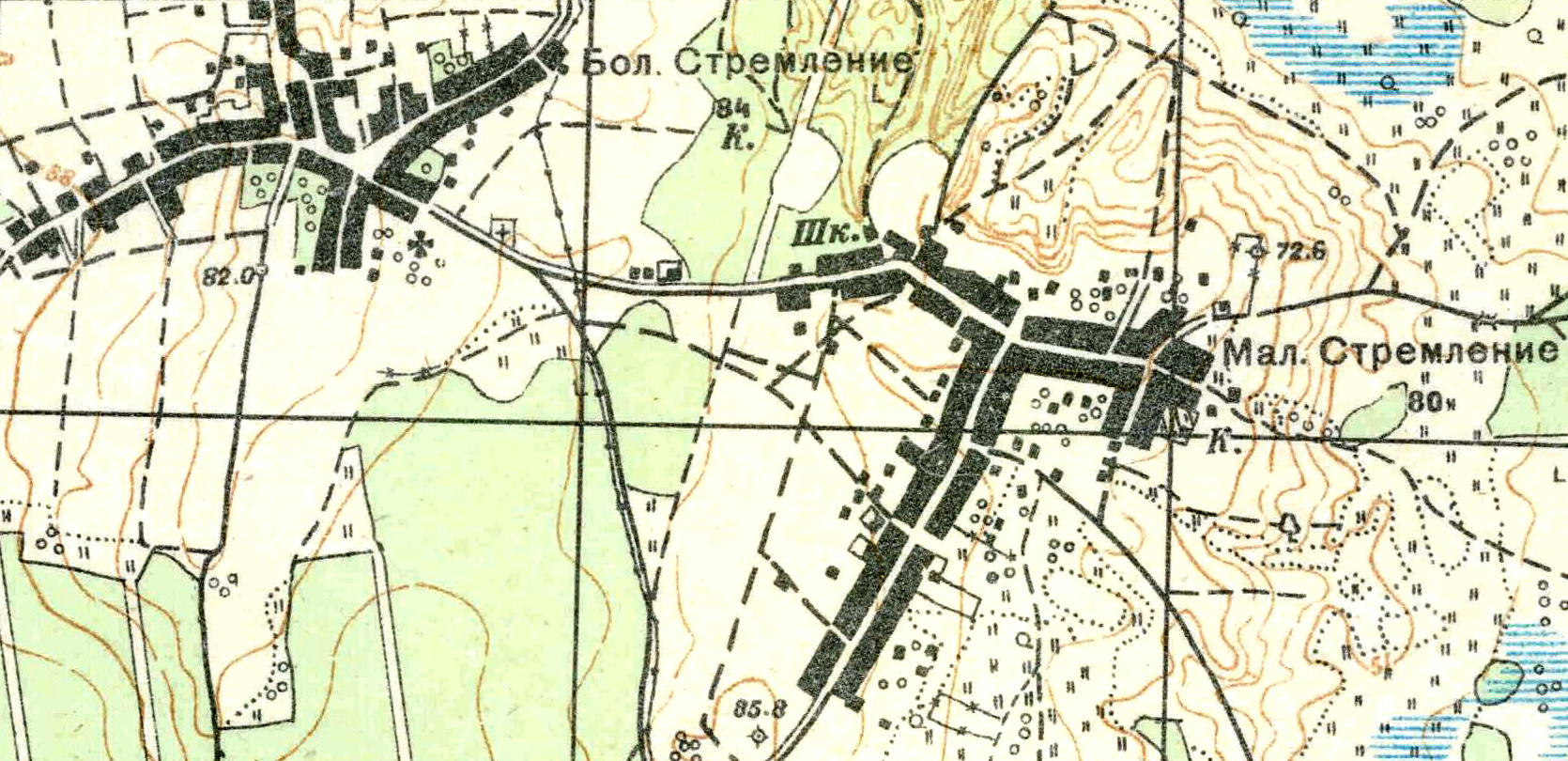
План деревни Большое Стремление. 1930 год

Согласно топографической карте 1930 года деревня Большое Стремление насчитывала 84 двора, в центре деревни находилась церковь, Малое Стремление насчитывало 80 дворов, в деревне была своя школа.
С 1931 года в составе Кингисеппского района.
По данным 1933 года деревня Большое Стремление являлась административным центром Стемленского сельсовета Кингисеппского района, в который входили 7 населённых пунктов: деревни Заозерье, Купля, Пейпия, Пятчино, Сидоровка, Большое Стремленье, Малое Стремленье, общей численностью населения 1255 человек.
По данным 1936 года в состав Стремленского сельсовета входили 7 населённых пунктов, 236 хозяйств и 6 колхозов.
C 1 августа 1941 года по 31 января 1944 года деревня находилась в оккупации.
В 1958 году население деревни Большое Стремление составляло 234 человека.
С 1959 года в составе Нежновского сельсовета.
По данным 1966, 1973 и 1990 годов деревня Большое Стремление также входила в состав Нежновского сельсовета.
В 1997 году в деревне Большое Стремление проживали 93 человека, в 2002 году — 68 человек (русские — 96 %), в 2007 году — 66.

## География
Деревня расположена в северо-восточной части района на автодороге 41К-589 (Пятчино — Пейпия).
Расстояние до административного центра поселения — 14 км.
Расстояние до ближайшей железнодорожной станции Котлы — 24,5 км.
Деревня находится к западу от Копанского озера.

## Демография
| 1838 | 1857 | 1862 | 1882 | 1885 | 1899 | 1997 |
| ---- | ---- | ---- | ---- | ---- | ---- | ---- |
| 240  | ↘216 | ↗497 | ↘286 | ↘245 | ↗310 | ↘93  |
| 2007 | 2010 | 2017 |      |      |      |      |
| ↘66  | ↗87  | ↘65  |      |      |      |      |

### Национальный состав
Согласно данным Всероссийской переписи населения 2021 года в деревне проживали 97 человек, из них:
 русские — 83 (казаки — 1), украинцы — 3, другие национальности — 11 человек.

## Инфраструктура
В деревне расположен песчаный карьер «Пейпия».

## Улицы
Гончарная, Луговая, Озёрная, Пятченская, Цветочная, Центральная.